# Baklankuyucak
Baklankuyucak ist ein Dorf im Landkreis Bozkurt der türkischen Provinz Denizli. Baklankuyucak liegt etwa 59 Kilometer nordöstlich der Provinzhauptstadt Denizli und 12 Kilometer nordwestlich von Bozkurt. Baklankuyucak hatte laut der letzten Volkszählung 228 Einwohner (Stand Ende Dezember 2010).